# Rue Saint-Julien (Rouen)
Pour les articles homonymes, voir Rue Saint-Julien.
La rue Saint-Julien est une voie publique de la commune française de Rouen.

## Situation et accès
Elle est située dans les quartiers Saint-Sever et Saint-Clément - Jardin-des-Plantes, sur la rive gauche de la Seine.

## Origine du nom
Elle porte le nom du prieuré Saint-Julien qui était situé au Petit-Quevilly.

## Historique
Elle s'est appelée rue de Thionville pendant la période révolutionnaire.
Elle est endommagée le 18 juillet et du 25 au 27 août 1944 par des bombardements.

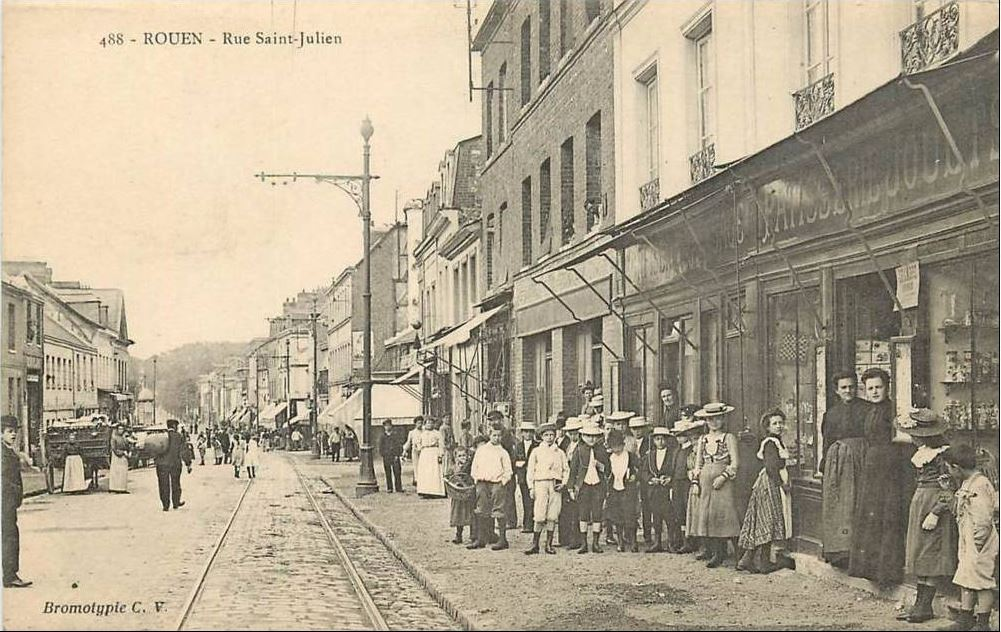
La rue Saint-Julien vers 1905.

En 2020, des fouilles archéologiques réalisées à l'emplacement de l’ancien Centre de formation d'apprentis Georges-Lanfry mettent au jour une faïencerie (celle de Paul Lanfry) du XVIIIe siècle et une filature du XIXe siècle.

## Bâtiments remarquables et lieux de mémoire
- Jean-Marie Morisse (1905-1983) y a habité.
- Centre Saint-Sever
- no 18 : Pierre Rivard (1905-1988), architecte, y est né.
- no 28 : René Tamarelle (1900-1968) y a vécu.
- no 92 : Manoir de Saint-Yon
- no 94 : Centre d'action médico-sociale précoce Beethoven
- no 96 : École maternelle Pape-Carpentier
- Fontaine due à l'architecte Édouard Deperthes, avec statue en bronze de Jean-Baptiste de La Salle
- Église Saint-Clément
- Édouard Sévène (1761-1822) y a vécu.